# Vildsvinsspindling
Vildsvinsspindling eller vildsvinsspindelskivling (Cortinarius aprinus) är en svampart i ordningen skivlingar.
Svampens hatt är välvd och 4–10 centimeter bred, något klocklik i formen och ljust gråbrun till umbrabrun i färgen. På hatten finns en mörkare ådring eller marmorering. 
Den har gråbruna skivor och foten, som blir 4–9 centimeter hög, är klubblikt vidgad nedtill. Foten är till den övre delen ljusgrå, ibland med en violett anstrykning, och nedtill mer gråbrun. 
Svampen är inte ätlig och har heller ingen framträdande smak eller lukt. Den växer i lövskog med träd som bok, ek och hassel och fruktkroppen framträder under hösten 